# Ерания
Ерания, прежде Гера́ния, Геранея или Геранеи, «Журавлиная гора» (греч. Γεράνεια η Γερανεία) — горный хребет в Греции в Мегариде, отделяющий мегарскую равнину от коринфской. Находится в 60 километрах к западу от Афин. Самый высокий пик имеет высоту 1360 метров, по другим данным 1351 метр. Состоит из флиша и известняка.
Западная часть хребта относится к общине Лутракион-Айи-Теодори в периферии Пелопоннес. Восточная — к Мегаре в Аттике.
Западная часть хребта — гора Эгипланкт (греч. Αἰγιπλαγκτος), «Посещаемая козами гора» оканчивается мысом Иреон (Мелангави) (Ηραίον η Μελαγκάβι) в Коринфском заливе, на котором близ озера Вулиагмени находился Герейон. На северо-востоке граничит с горой Патерас. На востоке — с мегарской равниной. На юго-востоке оканчивается скалами Какья-Скала (Скироновыми скалами), местом действия мифов о Скироне и Тесее, где проходила известная в древности Скиронская дорога. На юго-западе находится Коринфский перешеек.
Название происходит от др.-греч. γέρανος — серый журавль (Grus grus). По преданию Мегар (Μέγαρος), сын Зевса и Синидских нимф спасся при потопе при Девкалионе на вершине горы Герании. Гора получила название Журавлиной, потому что Мегар плыл за летящими журавлями.
Входит в сеть «Натура 2000». Здесь растёт василёк Centaurea raphanina ssp. mixta и астрагал Astragalus hellenicus, ясколка белоснежнейшая, крупка Draba lacaitae, рябчик Fritillaria graeca, качим Gypsophila nana, гадючий лук Muscari pulchellum ssp. pulchellum, пролеска Scilla reuteri, смолёвка Silene radicosa ssp. radicosa. Живут леопардовый полоз, балканская черепаха, окаймлённая сухопутная черепаха, глазчатый халцид и трёхлинейчатая ящерица.
Горы покрыты лесом преимущественно из сосны алеппской, в верхней холодной части — из пихты кефалинийской. Встречаются заросли витекса священного и олеандра.
Местным эндемиком является редкий василёк Centaurea attica megarensis. Редкими являются чистец Stachys spruneri и тысячелистник Achillea umbellata. Охраняемыми видами являются европейский гологлаз и бабочка поликсена.